# Jaime Salinas Bonmatí
Jaime Salinas Bonmatí (Maison-Carrée, Algèria, 1925 - Grindavik, Islàndia, 25 de gener de 2011), escriptor i editor, fou fill del poeta Pedro Salinas i Margarita Bonmatí.
Tot i que nascut a Algèria, va viure la seva infantesa a Sevilla i Madrid. L'esclat de la Guerra Civil espanyola sorprengué la família Salinas a Santander i l'any 1937 emigraren als Estats Units on el jove Jaime acabà els seus estudis secundaris.
Després va viure a Puerto Rico i s'allistà a l'American Field Service. En acabar la Segona Guerra Mundial es graduà a la Universitat estat-unidenca de Johns Hopkins.
L'any 1954 retorna a Europa després de la mort del seu pare i viu una curta temporada a París fins al 1955 en què s'instal·la a Barcelona en una torre del barri del Putget junt amb l'escriptor islandès Guðbergur Bergsson, que estudiava a la Universitat de Barcelona i esdevingué la seva parella. Treballa en una empresa editorial francesa i entra a Seix Barral on inicia la seva carrera com a editor.
El 1966 cofunda Alianza Editorial i el 1976 rellança Alfaguara. Fou director general del Llibre i Biblioteques en el primer govern socialista sorgit de les eleccions generals del 1982, càrrec que ocupà fins al 1995 en què va dimitir. Posteriorment fou director de l'editorial Aguilar fins al 1991 en què raons de salut l'obligaren a deixar el càrrec i el món editorial.
Amb Guðbergur Bergsson, passava llargues temporades a Grindavík (Islàndia), on morí i hi és enterrat.